# Valette (Tardes)
Die Valette (französisch: Ruisseau de la Valette) ist ein kleiner Fluss in Frankreich, der im Département Creuse in der Region Nouvelle-Aquitaine verläuft. Sie entspringt im  Gemeindegebiet von Mainsat, nahe der Grenze zur benachbarten Gemeinde Arfeuille-Châtain, entwässert generell Richtung Nordwest – im Oberlauf unter dem Namen Vezelle – und mündet nach rund 15 Kilometern an der Gemeindegrenze von Le Chauchet und Tardes als rechter Nebenfluss in die Tardes.

## Orte am Fluss

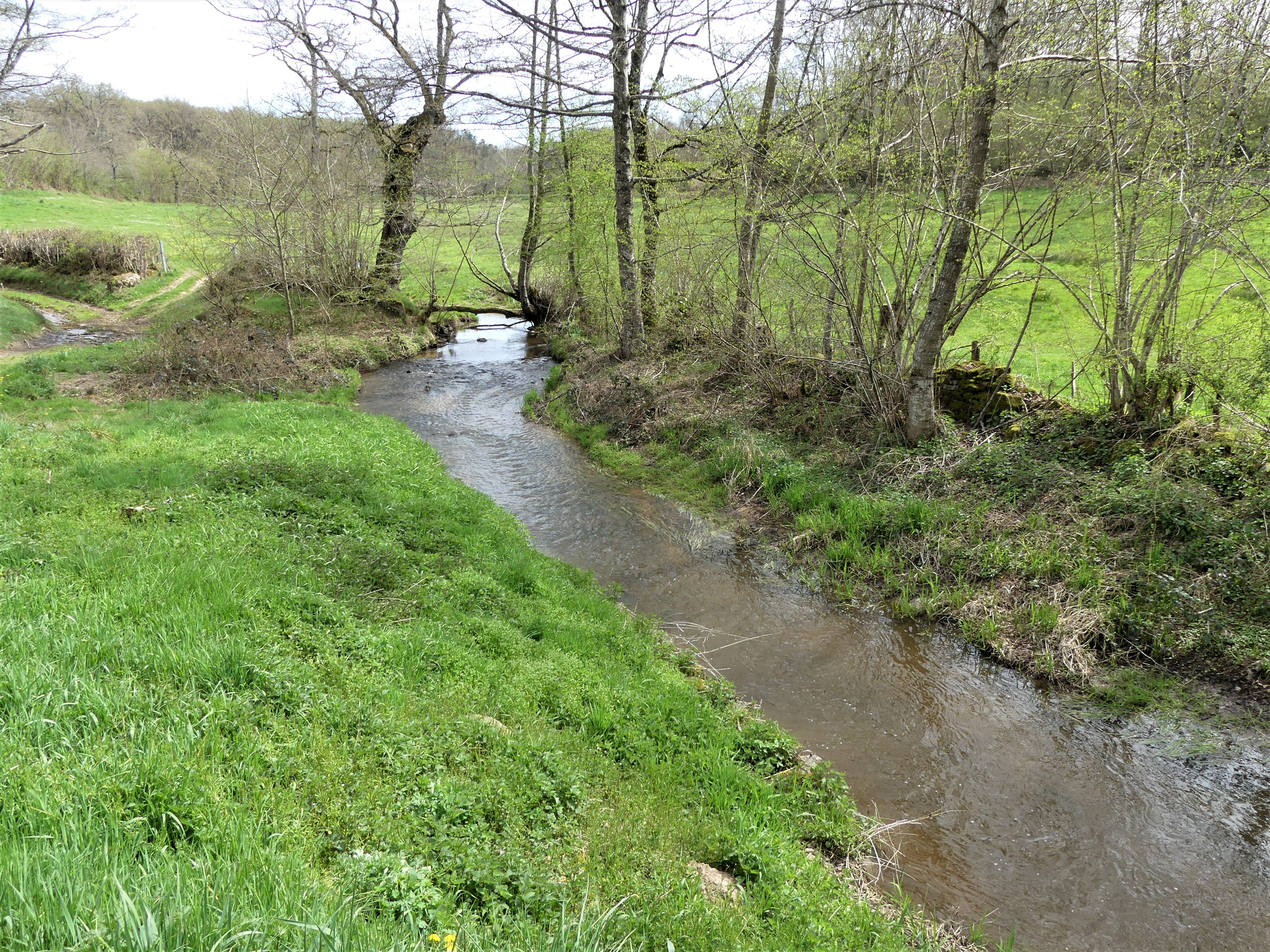
Die Valette bei Bussière

(Reihenfolge in Fließrichtung)
- Éculneix, Gemeinde Mainsat
- Mainsat
- Le Sibioux, Gemeinde Mainsat
- La Charaize, Gemeinde Mainsat
- La Valette, Gemeinde Saint-Priest
- Bussière, Gemeinde Le Chauchet
- La Valette, Gemeinde Le Chauchet
- Montflour, Gemeinde Tardes